# Dieter Strödter
Dieter Strödter (* 23. Juni 1941 in Nordhausen) ist ein deutscher Politiker (SPD) und ehemaliger thüringischer Landtagsabgeordneter.

## Leben und Beruf
Dieter Strödter ist verheiratet und hat ein Kind. Von 1956 bis 1960 studierte er am Institut für Lehrerbildung in Nordhausen und wurde Unterstufenlehrer. Anschließend begann er ein vierjähriges Fernstudium an der Pädagogischen Hochschule Dresden, mit dem Abschluss als Diplomlehrer. Ab 1993 absolvierte er ein Ergänzungsstudium für Sozialkunde an der Pädagogischen Hochschule Erfurt und an der FSU Jena. In der Zeit von 1960 bis 1996 arbeitete er als Lehrer, u. a. in Sondershausen.

## Politik
Am 1. August 1996 trat er die Mandatsnachfolge für den SPD-Abgeordneten Jochen Greiner-Well an und wurde Mitglied des Thüringer Landtags, aus dem er 1999 wieder ausschied.

## Politische und gesellschaftliche Funktionen
Dieter Strödter war im SPD-Kreisvorstand des Kyffhäuserkreises.